# 케이프황금두더지
케이프황금두더지(Chrysochloris asiatica)는 황금두더지과에 속하는 작은 식충성 포유류의 일종이다. 남아프리카공화국의 특정 남서부 지역의 토착종이다.